# Парламентарни избори в България (1976)
Парламентарните избори се провеждат на 30 май 1976 г. в Народна република България и са за VII народно събрание.

## Обща информация
На избирателите е предоставена една единствена листа с кандидатите на Отечествения фронт, доминиран от Българската комунистическа партия. Според официалните данни само 780 от тях са гласували против листата, а други 6 370 542 са подкрепили. Избирателната активност е 99,9%. От всички депутати 272 души са от Българска комунистическа партия, 100 от Български земеделски народен съюз и 28 са безпартийни.

## Резултати
| Партия                    | Гласове   | %     | Места |
| ------------------------- | --------- | ----- | ----- |
| Отечествен фронт          | 6 370 542 | 99,99 | 400   |
| Против                    | 780       | 0,01  | –     |
| Невалидни/празни бюлетини | 4 461     | –     | –     |
| Общо                      | 6 375 003 | 100   | 400   |
| Източник: Nohlen & Stöver |           |       |       |